# Brigada HVO Stjepan Tomašević
Brigada HVO Stjepan Tomašević je bila brigada Hrvatskog vijeća obrane tijekom rata i poslijeraća u Bosni i Hercegovini. Sjedište je bilo u Novom Travniku. Zvala se po bosanskom kralju Stjepanu Tomaševiću. Brigda je bila pod nadležnošću ZP Vitez. Brigada je osnovana 5. srpnja 1992. u Novom Travniku. 233 pripadnika brigade su poginula u ratu u BiH.